# Armando Fernández García
Armando Fernández García (n. 1969) es un deportista mexicano en lucha olímpica, conocido por el apelativo de "La jarocha".
Es uno de los pocos deportistas xalapeños que ha asistido a 3 juegos olímpicos y ha sido un magnífico representante de este deporte en la historia de México.
Actualmente por pasión propia es entrenador del equipo de lucha grecorromana "Espartacos", en la ciudad de Xalapa-Enríquez, Veracruz, México.
- Datos: Q4792762